# کوجی میتسوی
کوجی میتسوی (به ژاپنی: 三井 弘次 Mitsui Kōji)؛ (۶ مارس ۱۹۱۰ – ۲۰ آوریل ۱۹۷۹) بازیگر اهل ژاپن بود. او در بیش از نود فیلم از ۱۹۲۹ تا ۱۹۷۰ ظاهر شد.
از فیلم‌هایی که وی در آن نقش داشته‌است، می‌توان به دختر تله‌انداز، قرار است عاشق مادرم باشم و دوران لذت و اندوه اشاره کرد.